# Kappa Capricorni
Kappa Capricorni (43 Capricorni) é uma estrela na direção da constelação de Capricornus. Possui uma ascensão reta de 21h 42m 39.42s e uma declinação de −18° 51′ 58.7″. Sua magnitude aparente é igual a 4.72. Considerando sua distância de 291 anos-luz em relação à Terra, sua magnitude absoluta é igual a −0.03. Pertence à classe espectral G8III.